# Jakob Gschiel

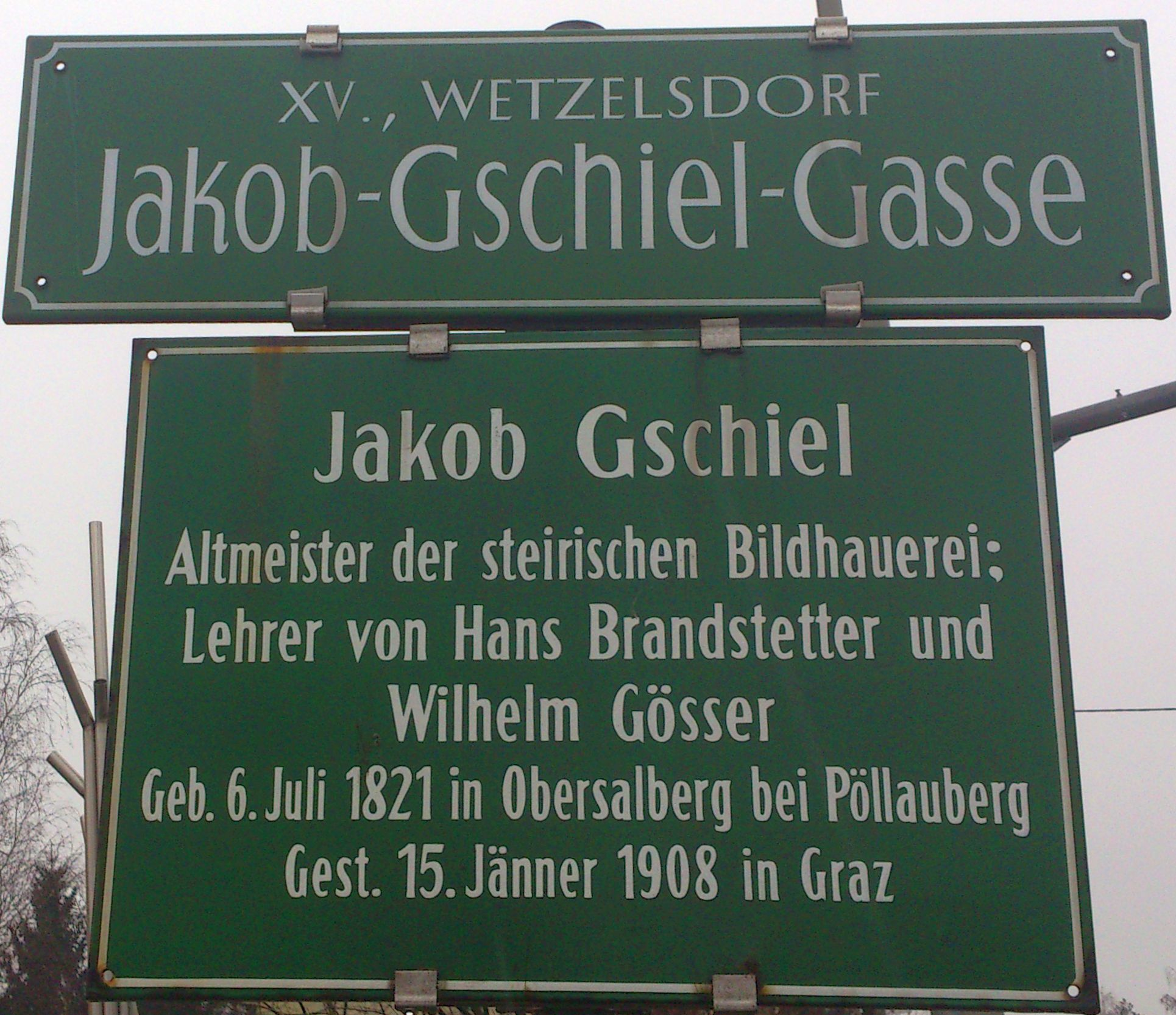
Die Tafel in der Jakob-Gschiel-Gasse in Graz-Wetzelsdorf gibt den Geburtsort und das Geburtsdatum von Jakob Gschiel an.

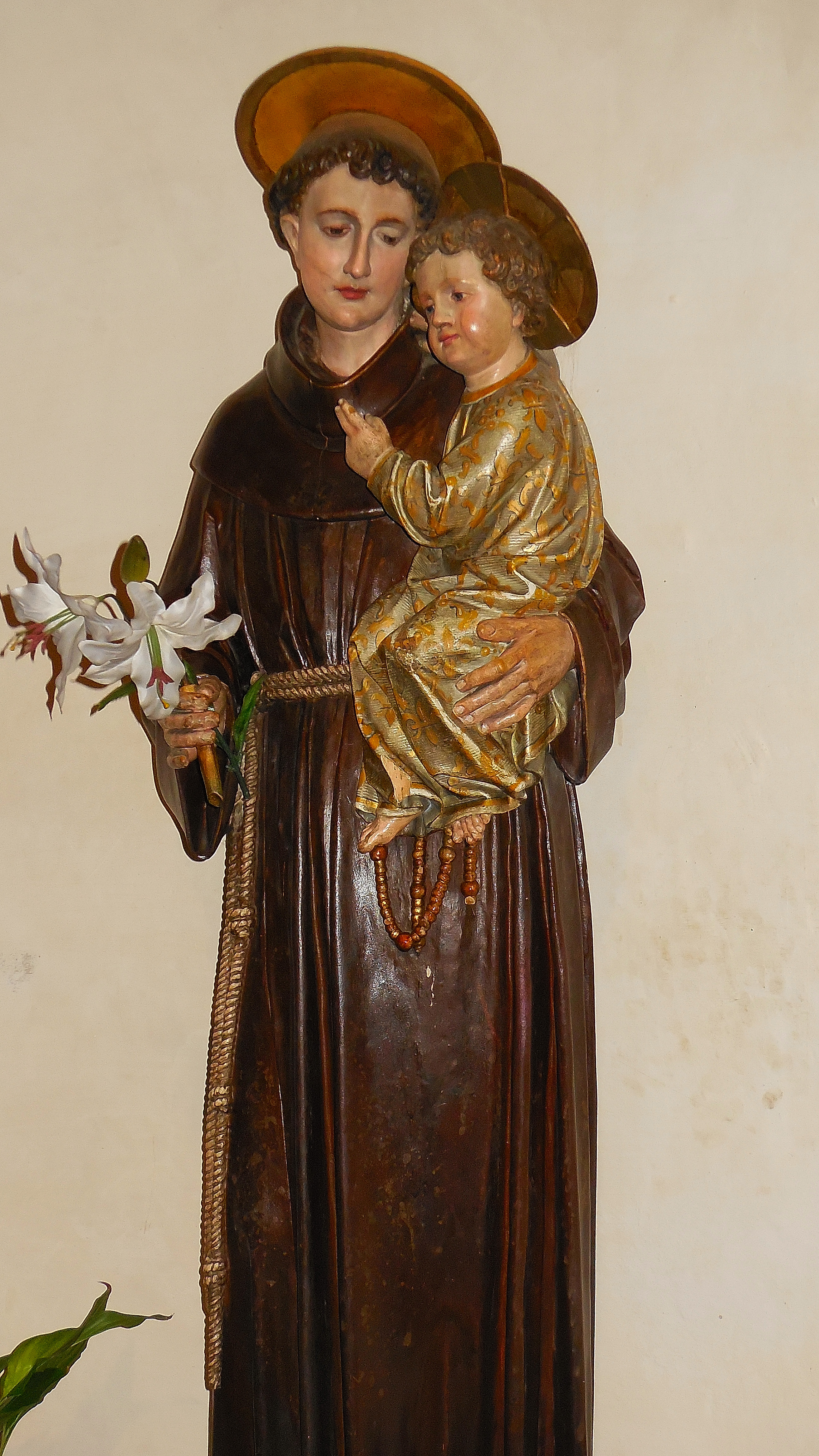
Sandsteinfigur des Hl. Antonius v. Padua aus dem Jahr 1880 von Jakob Gschiel im St. Johannes-Schiff der Stadtpfarrkirche Graz.

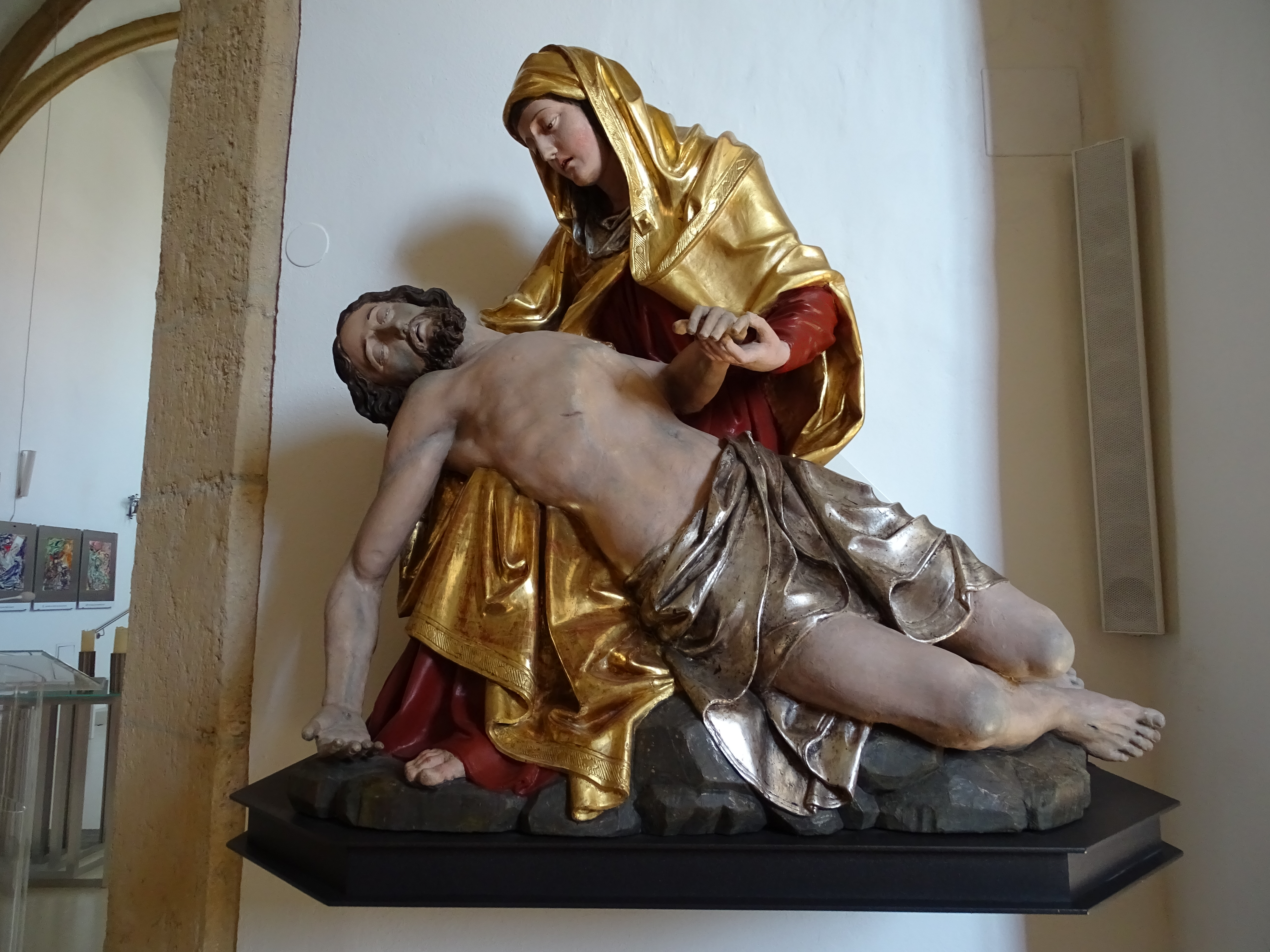
Die von Jakob Gschiel 1866 geschaffene Pietà in der Pfarrkirche Hitzendorf.

Jakob Gschiel (* 6. Juli 1821 in Obersalberg, Gemeinde Pöllauberg; † 15. Jänner 1908 in Graz) war ein österreichischer Bildhauer.

## Leben
Nach seiner Lehrzeit als Gehilfe bei Bildschnitzern folgte ein dreijähriger Besuch der Akademie der bildenden Künste Wien. Danach war er als führender Neogotiker ständig in Graz tätig und führte eine Werkstatt mit mehreren Gehilfen und Schülern, darunter Anton Aicher. Er erhielt viele und namhafte Aufträge, was seine Kritiker jedoch zur Herabsetzung seiner Arbeiten veranlasste. 
Seine über 1000 geschaffenen Werke sind fast immer religiöser Natur. Das führte dazu, dass in vielen steirischen Kirchen seine Werke enthalten sind. Gschiels Werkstätte befand sich in  der Jakob-Lorber-Gasse, einem kleinen Straßenzug zwischen Ägydigasse und Griesplatz. Nach seinem Tod wurde in den Räumlichkeiten das Jakob-Gschiel-Mueseum etabliert, welches heute nicht mehr existiert. Auch der bekannte steirische Künstler Hans Brandstetter und dessen Sohn Wilhelm Gösser gingen bei Gschiel in seiner Werkstätte in die Lehre. Nach dem berühmten Grazer Bildhauer wurde 1976 in Wetzelsdorf eine Straße benannt, die „Jakob-Gschiel-Gasse“.

## Werke (Auswahl)
- Sandsteinfiguren der Heiligen Leopold, Joseph, Johannes der Täufer und der Maria Immaculata, Grazer Dom
- Kruzifix, Mausoleum
- Seitliche Engelsfiguren; Schnitzfiguren der Heiligen Anna, Maria, Elisabeth, Cäcilia, König David; Joseph-Altar; Altarblatt; Kreuzwegreliefs, Franziskanerkirche
- Arbeiten an Altären und Kanzel; Nischenfiguren der Heiligen Johannes der Täufer, Petrus, Paulus, Joseph, Cäcilia, Antonius von Padua; Kreuzwegreliefs; König David; Grazer Stadtpfarrkirche
- Sandsteinfigur Gottesmutter Maria, ehemaliges Dominikanerkloster
- Fassadenfigur Maria mit Kind, Albrechtgasse 4
- Teil der Innenausstattung; Kruzifix; Sandsteinrelief Taufe Christi, Herz-Jesu-Kirche
- Heiligenfiguren in der Sakristei, Leonhardkirche
- Statue der Maria Immaculata, Kirche der Barmherzigen Schwestern
- Sandsteinfiguren der Heiligen Josef und Florian, Mariagrüner Kirche
- Statuen des heiligen Josef, des lehrenden Christus und der Maria Immaculata am Kanzeldach, Marienkirche
- Statuen der Maria Immaculata und der Maria mit dem Evangelisten Johannes, Schulschwesternkirche